# Bopyrissa
Bopyrissa es un género de crustáceo isópodo marino de la familia Bopyridae.

## Especies
- Bopyrissa dawydoffi Codreanu & Codreanu, 1963
- Bopyrissa diogeni Popov, 1929
- Bopyrissa fraissei Carayon, 1943
- Bopyrissa liberorum Markham, 1985
- Bopyrissa magellanica Nierstrasz & Brender à Brandis, 1931
- Bopyrissa pyriforma Shiino, 1958
- opyrissa wolffi Markham, 1978